# رجل ميناتوجاوا

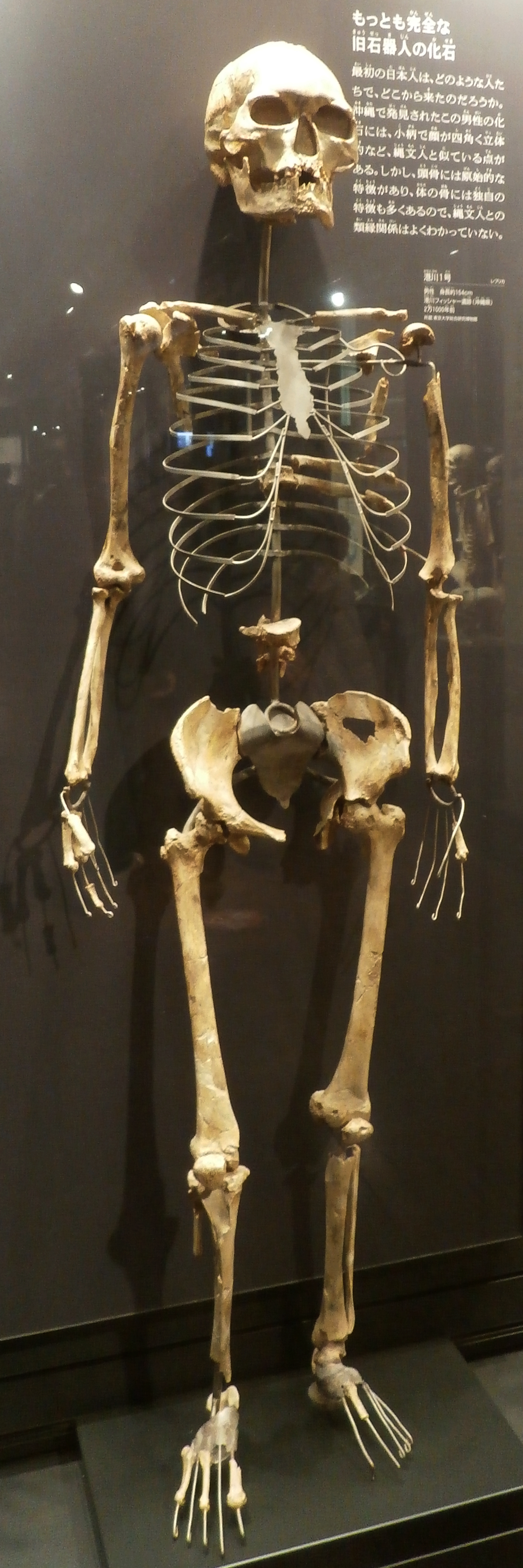

يعتبر أفراد ميناتوجاوا من شعوب ما قبل التاريخ التي عاشت في أوكيناوا في اليابان، وتم تمثيله من خلال أربعة هياكل عظمية يعود اثنان لذكور واثنان لإناث، ومن خلال بعض العظام الأخرى التي يعود تاريخها إلى ما بين 20000 و 22000 سنة قبل الميلاد. وهي من أقدم الهياكل العظمية المكتشفة لإنسان في اليابان.

## تاريخ الاكتشافات
تم العثور على الهياكل العظمية في مقلع للحجر الجيري في ميناتوجاوا يقع على بعد 10 كم جنوب مدينة ناها بالقرب من الطرف الجنوبي للجزيرة. لاحظ رجل الأعمال والمهتم بالآثار سيوهو أوياما شظايا بعض العظام في عدة كتل حجرية كان قد اشتراها من المقلع وبقي يراقب العمل لمدة عامين في مقلع الحجارة. أخبر أوياما في عام 1968 أستاذ جامعة طوكيو هيساشي سوزوكي عن اكتشاف عظمة بشرية في المقلع.
قام فريق بقيادة العالم سوزوكي بحفر الموقع خلال ثلاثة مواسم (أعوام 1968 و 1970 و 1974). ووجدوا المستحاثات في عام 1982. توجد الهياكل العظمية الآن في متحف علم الإنسان في جامعة طوكيو.

## الوصف
عُثر على جميع الهياكل العظمية مدفونة داخل شق عمودي في الصخر الجيري بعرض نحو متر واحد، وامتلأت على مدى آلاف السنين بالطين الأحمر المترسب مخلوطًا مع الترافرتين وشظايا الحجر الجيري والعظام. اقتصرت أعمال الحفر التي قام بها سوزوكي على جزء من الشق الذي تم اكتشافه على واجهة المقلع بطول 5 أمتار وارتفاع 20 مترًا فوق المستوى الحالي لسطح البحر، ويمتد نحو 6 أمتار في الجرف الصخري.
تعود العظام المكتشفة من هذا الشق إلى ما بين 5 و 9 أفراد مختلفين (ذكران والبقية إناث) بالإضافة لأكثر من 200 جزء من عظام الغزلان والخنازير. وُجدت المستحاثات ضمن قطر يمتد لنحو 6 أمتار داخل الشق. كان الهيكل العظمي لرجل ميناتوجاوا 1 (وهو شاب يبلغ من العمر 25 عامًا تقريبًا) يقف رأسًا على عقب، لكن أغلب عظامه كانت في مواقعها التشريحية. تم العثور على الهياكل العظمية الأخرى بجميع عظامها مختلطة ومتناثرة على مدى عدة أمتار. عُثر على الهيكل العظمي الرابع كمجموعتين من العظام مفصولة عن بعضها بضعة أمتار، لديه ثقب في الجمجمة يبدو أنه ناجم عن أداة صلبة حادة ويبدو أن ذراعيه اليمنى واليسرى قد كسرتا بنفس الطريقة. ظنّ العالم سوزوكي أنّ الأفراد قد قُتلوا بالرماح أو السهام على يد أعداء قاموا بأكل ضحاياهم (تم كسر العظام خلال هذه العملية) ثم ألقوا بقاياهم في الشق الذي كان يستخدم لوضع القمامة (ويفسر ذلك وجود عظام الحيوانات).
كان الأفراد قصيرين إلى حد ما (الذكور نحو 1.55 مترًا، والإناث نحو 1.40 مترًا) وكان حجم جمجمتهم قريبًا من الحد الأدنى لأحجام فترة جومون في عصور ما قبل التاريخ (منذ نحو 16000 إلى 2000 عام) والعصور اليابانية الحديثة. كانت الأسنان متهتكة جًدا مما يشير إلى اتباع نظام غذائي عالي السعرات. أزيلت القواطع من مستحاثة فك سفلي في نفس الوقت قبل موته بفترة طويلة، وهي عادة معروفة قد مارستها شعوب جومون. قدّر علماء الجيولوجيا أن الشق تم إنشاؤه بواسطة كسر طبقات الحجر الجيري منذ أكثر من 100000 عام. قُدر تاريخ شظايا الفحم في الشق بواسطة الكربون 14 إلى نحو 16000 و 18000 سنة مضت.
ذكرت الرابطة اليابانية لبحوث العصر الرباعي في عام 1991: أن رجل ميناتوجاوا (مثل بعض العينات الأخرى في جزر ريوكيو) امتلك أنماط ظاهرية مغولية وكان مختلفًا عن عينات جومون الأخرى.